# Noto
För andra betydelser, se Noto (olika betydelser).
Noto (sicilianska: Notu; latin: Netum) är en stad och kommun i provinsen Siracusa på Sicilien, Italien. Staden ligger 6 kilometer från Siciliens östkust, 32 km sydväst om staden  Syrakusa vid foten av Hybleiska bergen. Noto och dess kyrka togs 2002 upp på UNESCOs världsarvslista.

## Historia

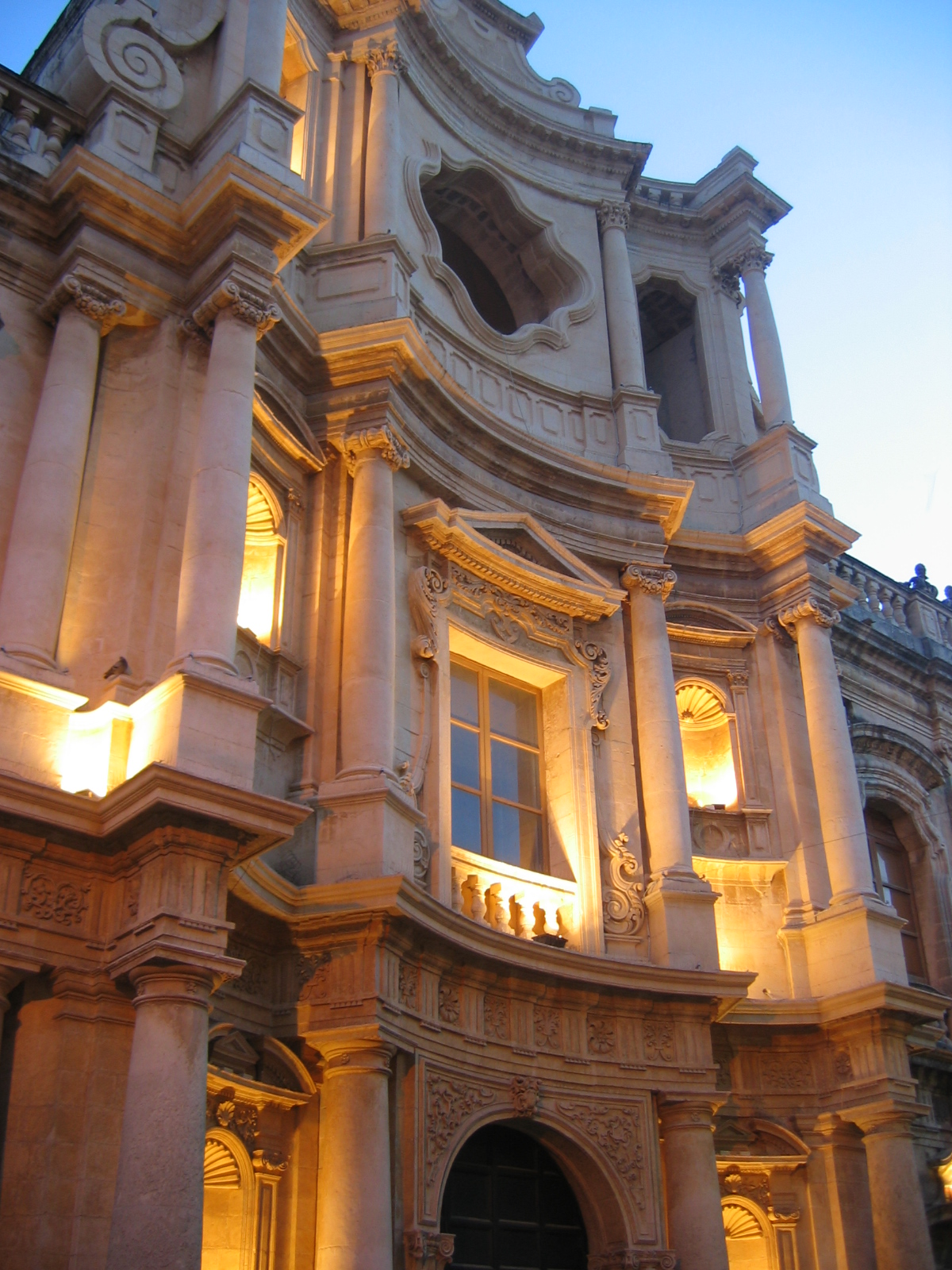
S:t Charles Borromeos kyrka.

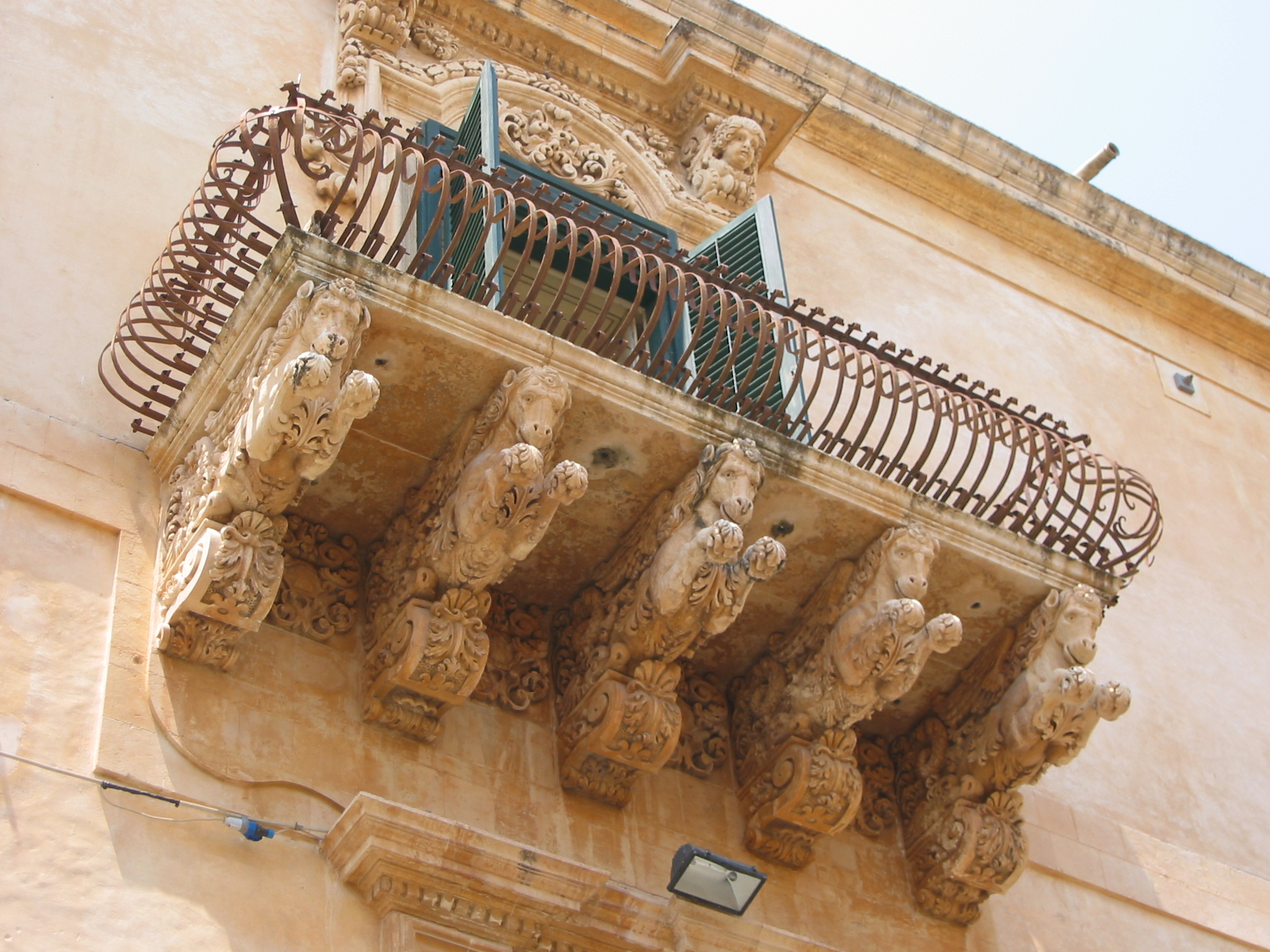
En balkong på palatset Villadorata.

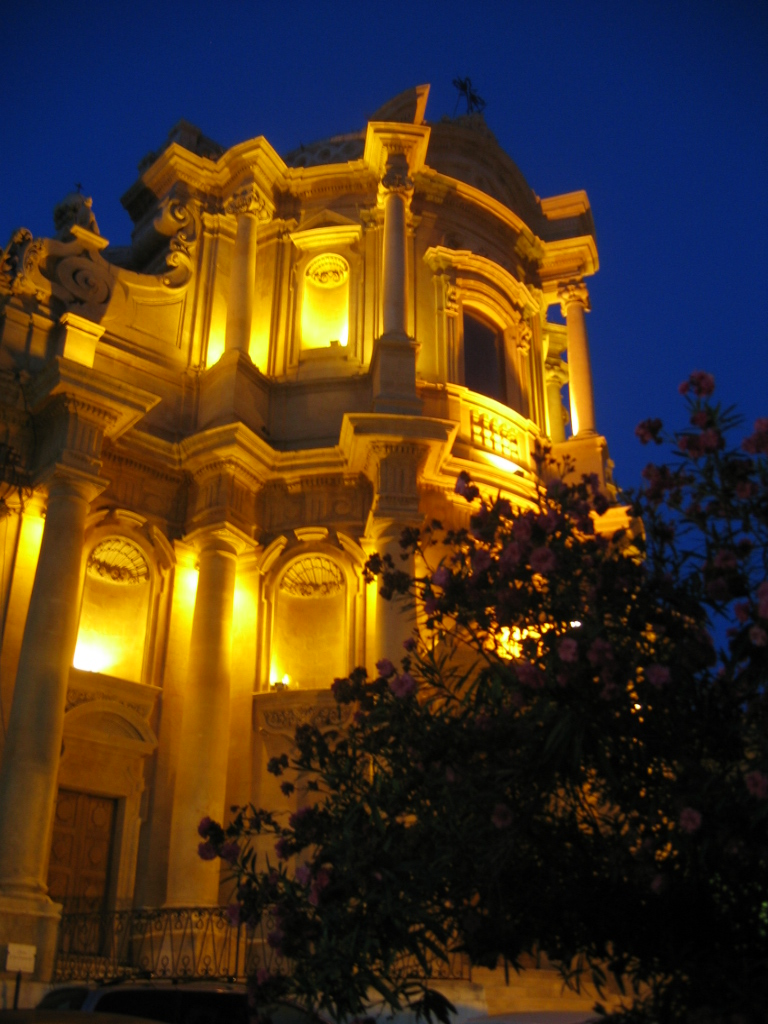
San Domenicos kyrka.

Det gamla noto, Noto Antica, ligger 8 km direkt norrut på berget Monte Alveria. En stad med rötter hos sikelerna, känd under antiken som Netum. År 263 f.Kr. tilldelades staden Hieron II av romarna. Legenden säger att Daidalos höll till i staden efter att ha flytt över Joniska havet, likaså Herkules efter sitt sjunde stordåd.
År 866 erövrades Noto av araber, som kom att upphöja staden till huvudstad i ett av de tre distrikt på Sicilien (Val di Noto). År 1091 var Noto det sista muslimska fästet på Sicilien innan även de kom att erövras av kristna. Senare kom staden att bli en välmående normandisk stad.
Under 1500- och 1600-talen var Noto hem för flera framstående personer, såsom Giovanni Aurispa, juristerna Andrea Barbazio och Antonio Corsetto, liksom arkitekten Matteo Carnelivari och kompositören Mario Capuana. År 1503 gav Ferdinand II Noto titeln civitas ingeniosa ("sinnrik stad"). Staden expanderade under de följande århundradena bortom dess medeltida gränser, med nya byggnader kyrkor och kloster byggdes. Alla dessa kom dock att totalförstöras av den häftiga jordbävningen 1693.
Efter den förödande jordbävningen flyttade man staden till västra sidan av floden Asinaro, där ett nytt Noto växte fram enligt en rutnätsplan av Giovanni Battista Landolina. Den nya staden låg närmre Joniska havet. De anlitade arkitekterna, bland andra Rosario Gagliardi och Francesco Sortino, fick det nya Noto att bli ett mästerverk i siciliansk barockstil, vilket gjort att staden kom att kallas "Stenträdgården" av Cesare Brandi, och idag är listat bland Unescos världsarv. Många av de nyare byggnaderna har använt mjuk tuffsten, som ger staden en honungslik ton i solljuset. Delar av katedralen rasade år 1996, vilket innebar en stor förlust för den typiskt sicilianska barock-arkitekturen.

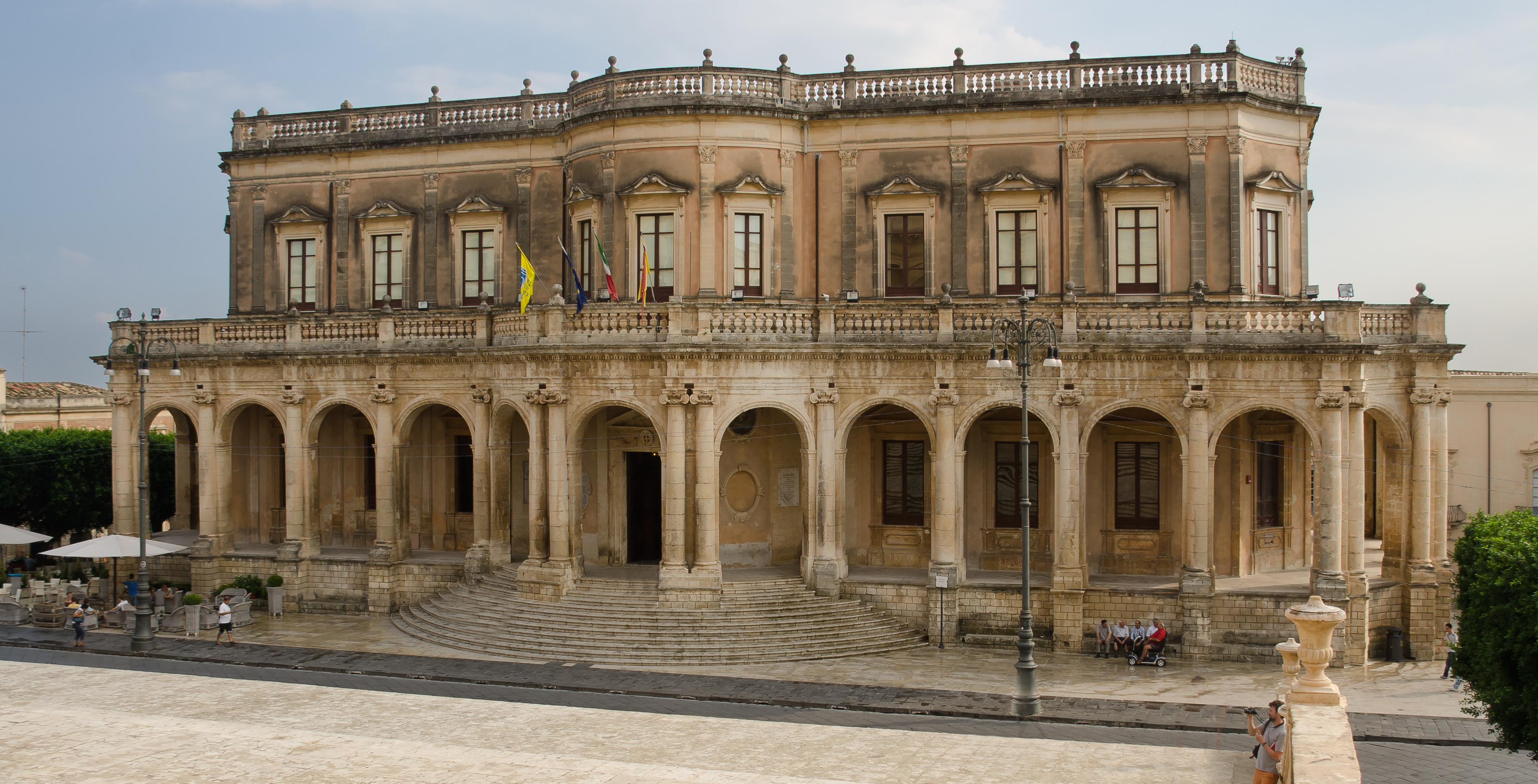
Palazzo Ducezio i Noto.